# Alessandro Araldi
Alessandro Araldi (n. 1460, Parma, Statele Papale – d. 1529, Parma, Statele Papale) a fost un pictor italian din perioada Renașterii, activ în principal în Parma.
Se cunosc puține despre biografia sa. Se pare că a fost asistent al contemporanului Cristoforo Caselli⁠(d) (il Temperello). Opera sa prezintă influențe ale școlii lui Melozzo da Forlì și ale pictorilor timpurii ai Renașterii venețiene, precum Giovanni Bellini și Vivarini⁠(d), dar și Lorenzo Costa⁠(d) din Ferrara. A pictat fresce în mănăstirea benedictină San Paolo. De asemenea, a pictat două scene cu povestea Sfintei Ecaterina, Disputa în fața împăratului Maximilian și Sf. Ecaterina și Sf. Ieronim, inclusiv o strenie Buna Vestire (1514), pentru stareța Giovanna da Piacenza (1514). Antonio Allegri (Correggio) avea să finalizeze propriile fresce capodoperă pentru stareță, într-un stil izbitor de diferit și, pentru epoca  respectivă, mai modern.

## Galerie

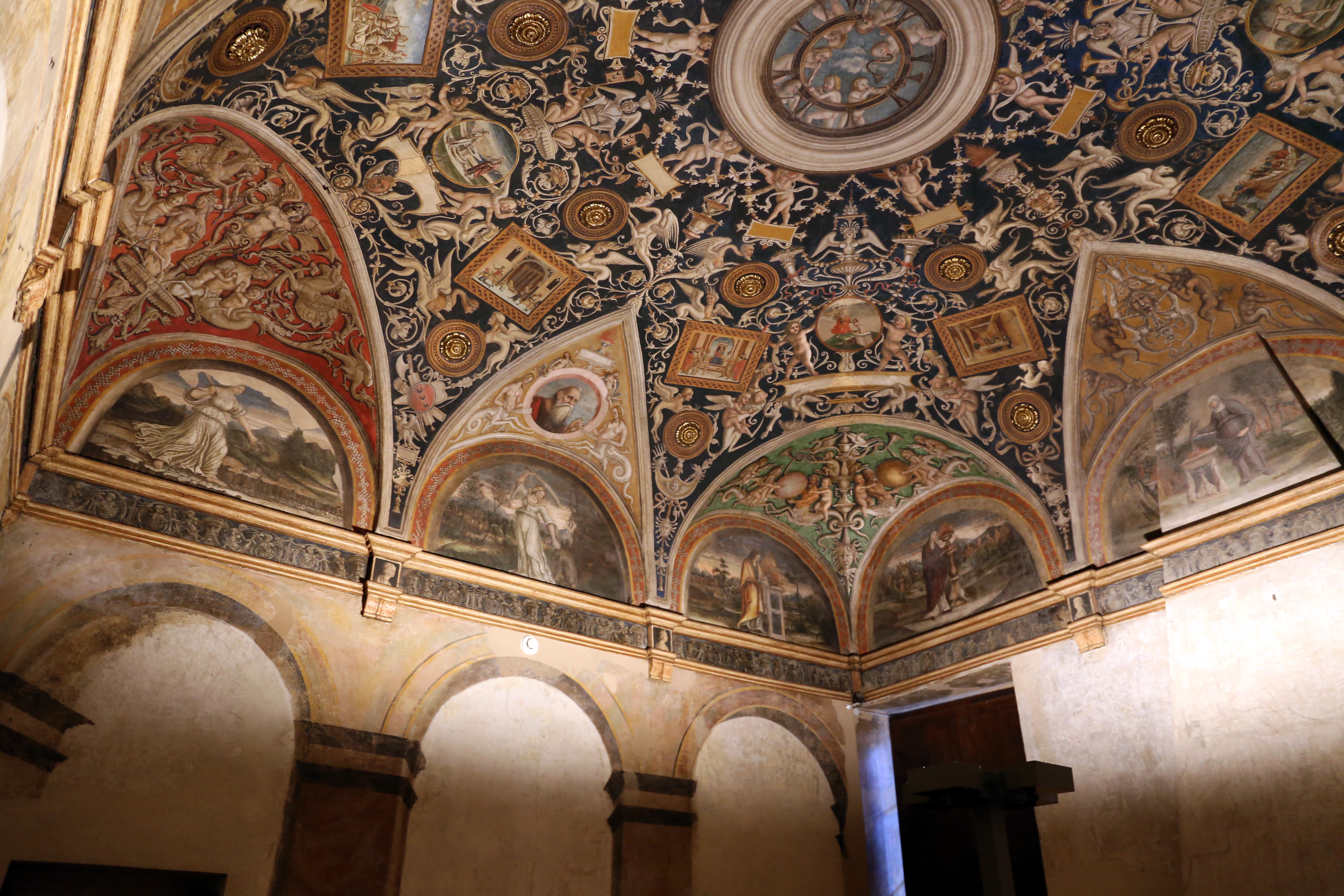
Seif cu scene biblice (1514)
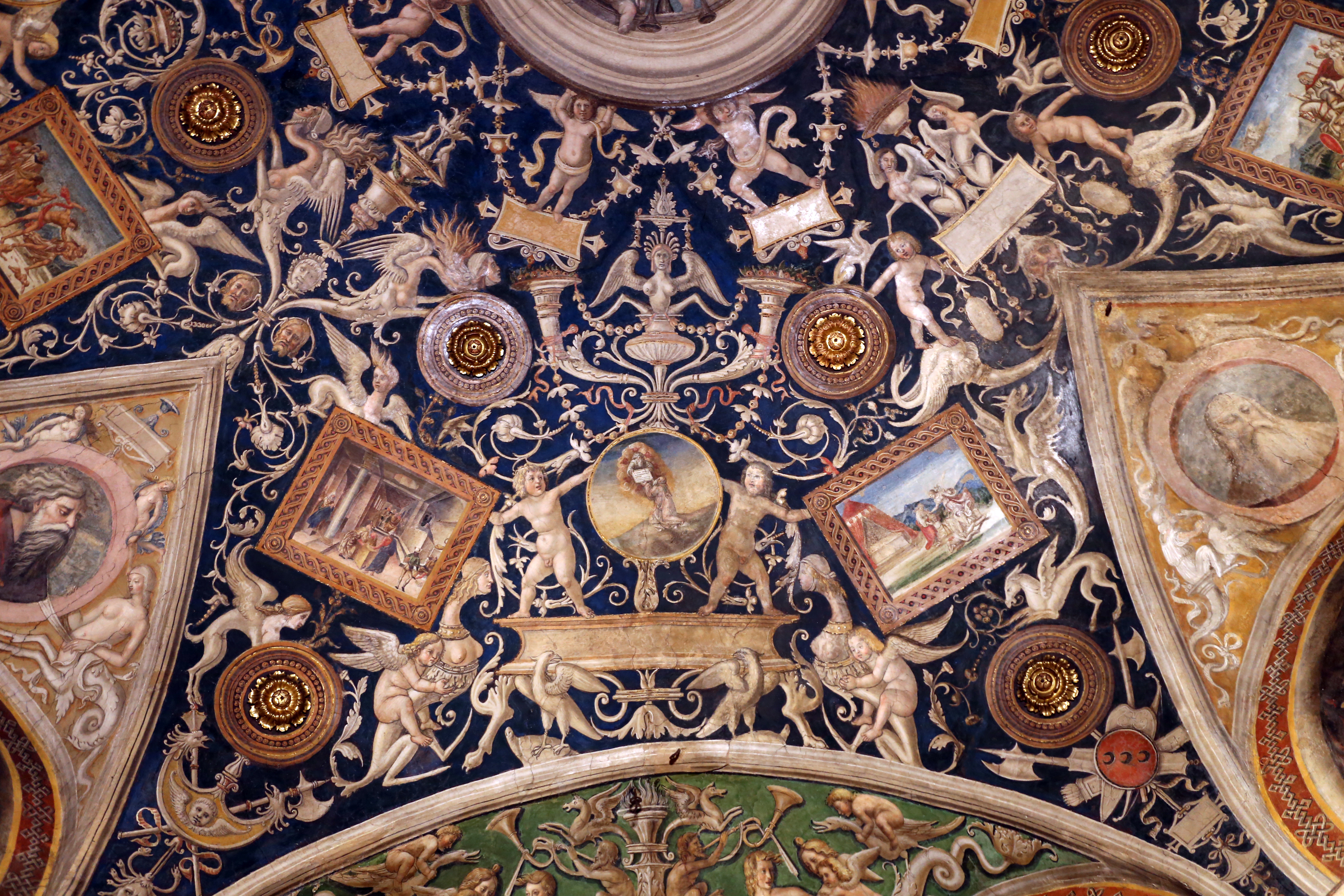
Seif
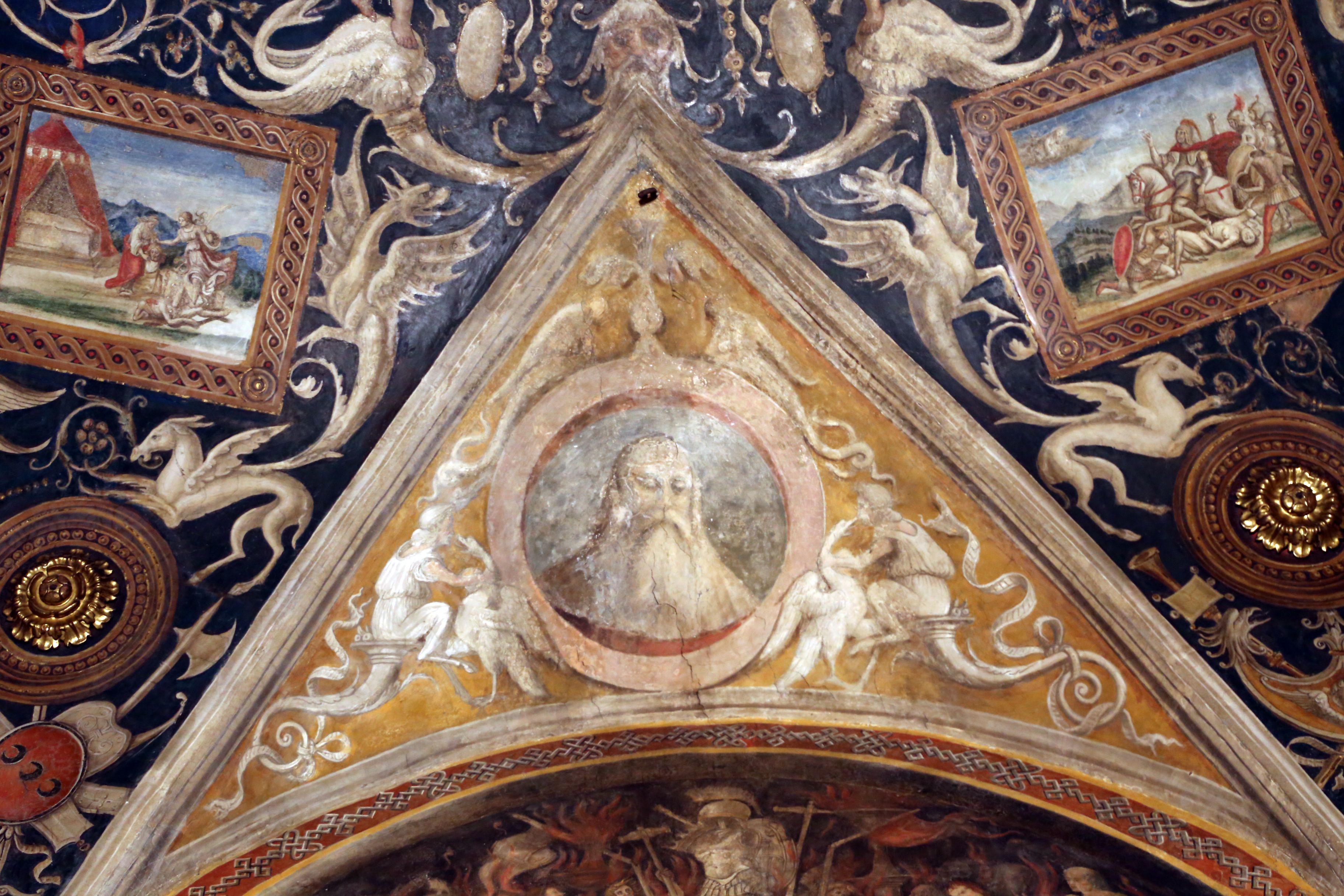
Seif
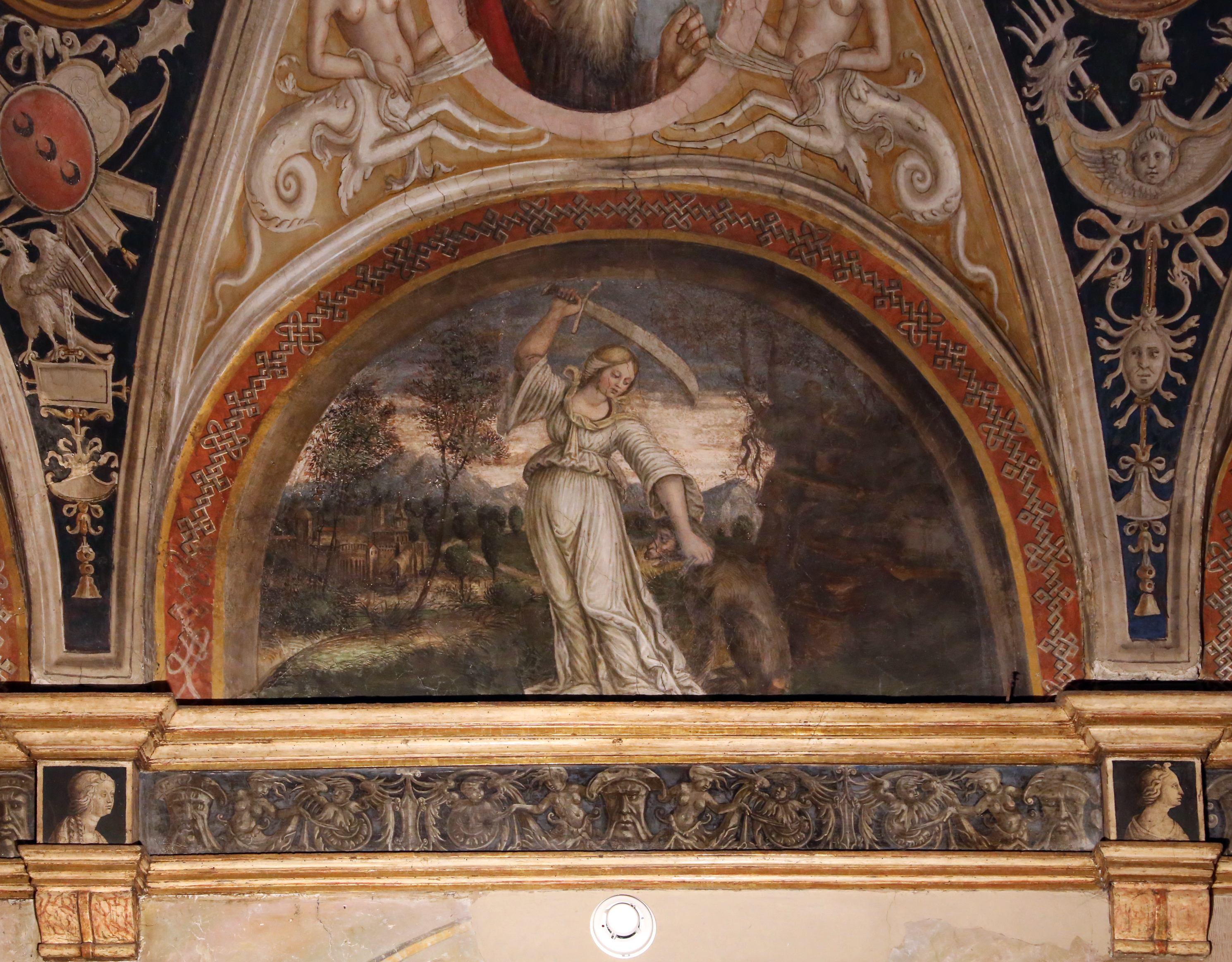
Ramă cu scene de devotament și sacrificiu (1514)
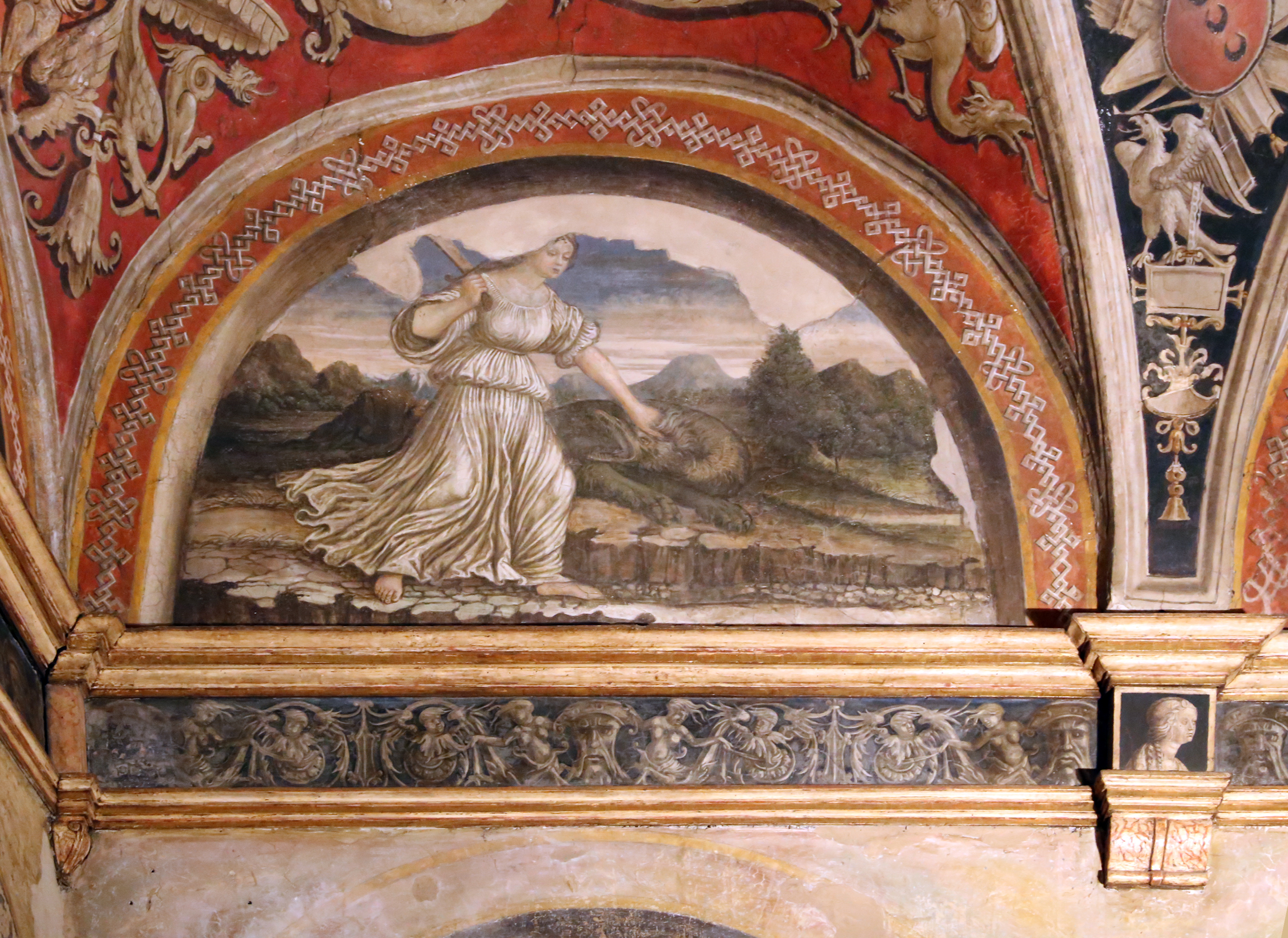
Ramă
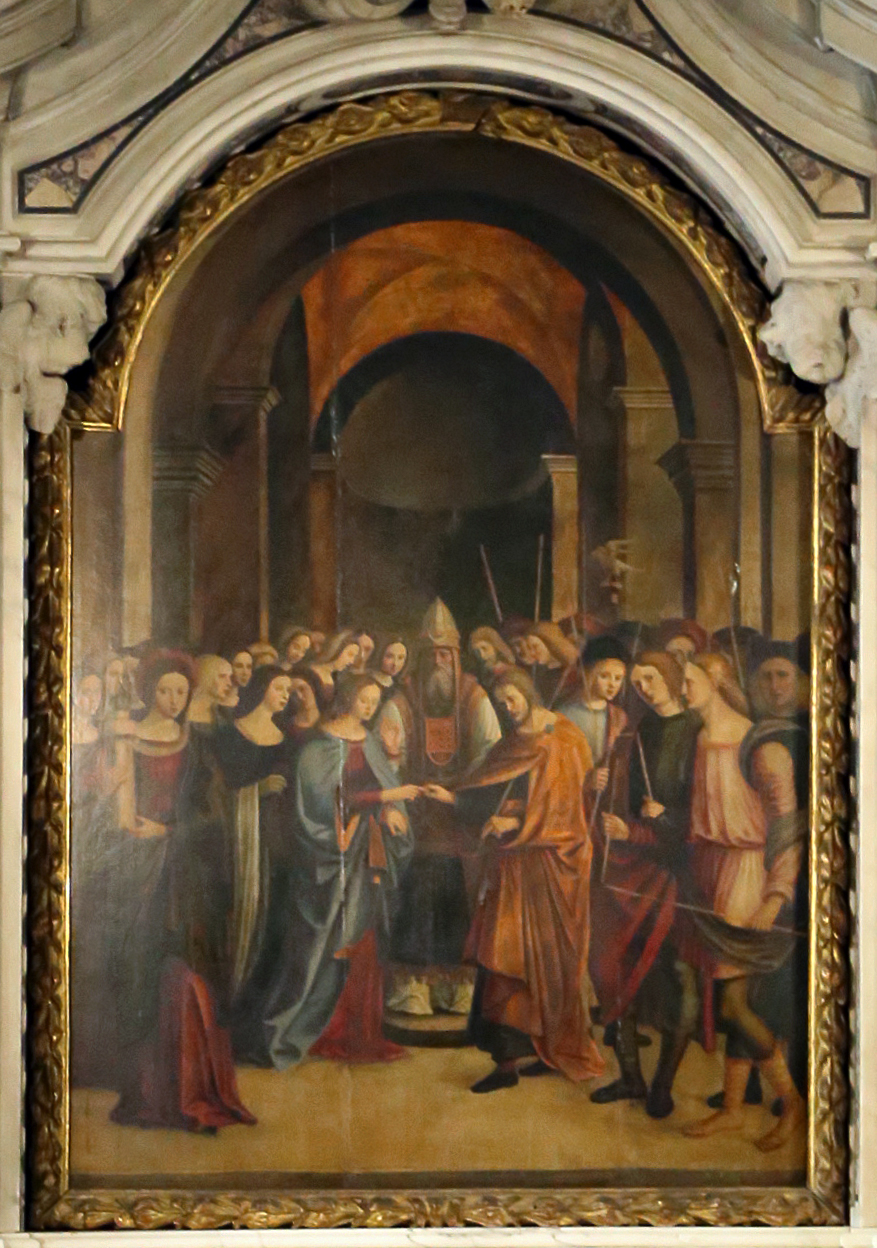
Nunta Fecioarei (1519)
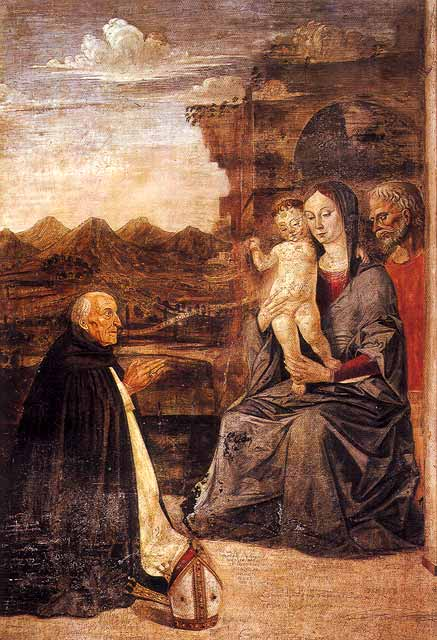
Sfânta Familie cu episcopul Domenico de Imola (1496)